# أوبا-كو
أوبا-كو (باليابانية: 青葉区) هو حي في اليابان، يقع في سنداي، بلغ عدد سكانه 309,504 نسمة وذلك حسب إحصائيات سنة 2018، تبلغ مساحته 302.27 كيلومتر مربع.